# Caroline Crachami
Caroline Crachami (1815 – Londra, giugno 1824) fu la prima persona al mondo ufficialmente affetta da nanismo primordiale.
Talvolta menzionata come la persona di più bassa statura mai vissuta nella storia, aveva tra gli 8 e i 9 anni al momento della morte: aveva raggiunto l'altezza di soli 50 cm ma probabilmente non aveva ancora terminato il proprio sviluppo. Crachami era probabilmente nata a Palermo ed era conosciuta con i soprannomi "The Sicilian Fairy" ("La Fata Siciliana") e "The Sicilian Dwarf" ("La Nana Siciliana"). Alla nascita la lunghezza di Caroline Crachami era di circa 20 cm e il suo peso era di circa una libbra (circa 450 grammi).

## Biografia
Caroline Crachami venne conosciuta pubblicamente nell'aprile 1824, durante un'esibizione; la bambina venne presentata dal Dr. Gilligan, che affermava di essere suo padre. L'esibizione riscosse molto successo ed attrasse molti visitatori, anche di rango sociale elevato. La bambina appariva di normale intelligenza per la sua età, padroneggiava bene la lingua inglese e, in quel momento, aveva un brutto raffreddore.
Morì due mesi dopo, nel giugno 1824 per un'infezione respiratoria, probabilmente tubercolosi. Una settimana dopo il decesso, il suo vero padre, Louis Emmanuel Crachami, un musicista del Theatre Royal di Dublino, giunse a Londra ed avviò la procedura legale per ottenere la salma della figlia e consentire la sua sepoltura. Dichiarò inoltre di aver chiesto consigli al Dr. Gilligan a Dublino in merito alla salute della figlia; il medico gli aveva inizialmente consigliato un viaggio in un luogo meno umido, offrendosi poi di portare Caroline a Londra in modo da coprire i costi del viaggio mediante l'esposizione della bambina al pubblico. Dopo la sua morte, il medico aveva tentato di offrire il cadavere di Caroline per una dissezione post mortem, dopodiché se ne era andato da Londra con i proventi delle esibizioni. Nonostante i tentativi del padre della bambina di recuperare il corpo di Caroline, esso fu acquistato da William Clift, allievo dell'anatomista John Hunter, che lo dissezionò. Lo scheletro di Caroline Crachami è attualmente esposto all'Hunterian Museum and Art Gallery di Dublino (che all'epoca era gestito dallo stesso Clift) insieme a quello di Charles Byrne, uomo nordirlandese affetto da gigantismo e deceduto nel 1783 a 22 anni.

## Analisi scientifiche postume
Uno studio effettuato negli anni '50, esaminando la dentatura della bambina, suggerirebbe che l'età di Caroline alla morte fosse compresa tra i 2 e i 7 anni, anziché gli 8-9 che precedentemente si riteneva ne avesse avuti; i risultati di questo studio sono stati confermati nel 1998.
È possibile che Crachami fosse affetta dalla sindrome di Seckel, una delle principali cause di nanismo primordiale.